# No Game No Life: Zero
No Game No Life: Zero (jap. ノーゲーム・ノーライフ ゼロ Nōgēmu nōraifu zero) – japoński film animowany z 2017, oparty na szóstym tomie serii light novel No Game No Life autorstwa Yū Kamiyi. Film został wyreżyserowany przez Atsuko Ishizukę, a za produkcję odpowiadało studio Madhouse. Premiera w japońskich kinach odbyła się 15 lipca 2017.

## Fabuła
W teraźniejszości Izuna i Tet grają w szachy, stawiając na szali jedzenie. Gdy rozpoczynają kolejną partię, Tet postanawia opowiedzieć jej historię o tym, jak świat stał się takim, jakim jest obecnie.
Opowieść rozpoczyna się 6 000 lat w przeszłości, podczas Wielkiej Wojny – globalnego konfliktu, w którym rozumne rasy świata walczyły ze sobą, a Stare Deusy toczyły bitwę o kontrolę nad Suniasterem, konceptualnym artefaktem, który miał ujawnić się jedynie najsilniejszej istocie na planecie i uczynić ją Jedynym Prawdziwym Bogiem. W dążeniu do tego celu Stare Deusy oraz inne rasy niemal doszczętnie zniszczyły świat, doprowadzając ludzkość – jedyną rasę niezdolną do korzystania z magii – na skraj zagłady. Riku, przywódca ostatniej ludzkiej kolonii, wraz ze swoją siostrą Corounne pozwala na śmierć kolejnego towarzysza podczas ataku Demonii, gdy poszukuje informacji. To wydarzenie, podobnie jak wszystkie wcześniejsze straty, nawiedza go w koszmarach i dręczy poczuciem winy. Kolonia, którą dowodzi, stoi u progu zagłady – jej przywódca jest w coraz gorszym stanie, ich liczebność maleje, a bitwy zagrażające ich życiu stają się coraz częstsze i coraz bliższe.
Następnego dnia, badając zrujnowaną kryjówkę elfów, Riku natrafia na Ex-Machinę, która została odcięta od zbiorowej świadomości swojej rasy za próbę zrozumienia ludzkiego serca – koncepcji sprzecznej z jej logicznym myśleniem i niemożliwej do obliczenia przez umysł roju. Początkowo niechętny do pomocy, Riku szybko zmienia zdanie, gdy nieznajoma wyzywa go na partię szachów. Mimo że jest świadomy przerażającej mocy obliczeniowej Ex-Machin, przyjmuje wyzwanie – i przewidywalnie przegrywa. W rezultacie oboje zgadzają się na współpracę: ona pozwala mu korzystać ze swojej logicznej precyzji, a on umożliwia jej pozostanie u swego boku, by mogła lepiej zrozumieć ludzkie serce. Ponieważ jej imię to jedynie długi, monotonny kod identyfikacyjny, Riku, słysząc w jej tytule słowo Schwarzer (niem. „czarny”), nadaje jej imię Shuvi, nawiązując do koloru jej włosów.
Wkrótce potem Shuvi nieświadomie zmusza Riku do skonfrontowania się z liczbą osób, których śmierć spowodował. Choć prowadzi to do kłótni między nimi, pozwala jej lepiej zrozumieć Riku, a jemu pomóc w stawieniu czoła własnej traumie. Współpracując, oboje zdają sobie sprawę, że razem tworzą niezwykle skuteczny zespół. Wspólnie opracowują plan manipulowania potężniejszymi rasami, by skłonić je do walki i wykorzystania przeciwko sobie swoich najpotężniejszych broni. Zamierzają skierować energię generowaną przez duchowy obwód wszystkich ras, a następnie, korzystając z mechanizmów Shuvi, zmienić jej kierunek. Ich ostatecznym celem jest przedostanie się do jądra planety i zdobycie Suniastera dla siebie.
Riku oświadcza się Shuvi, mimo różnic między ich rasami oraz faktu, że to właśnie ona wcześniej zniszczyła jego ostatni dom. Gdy realizacja planu zaczyna wyniszczać jego ciało, Shuvi postanawia zdobyć Suniaster na własną rękę, by uratować mu życie. W trakcie swojej misji przypadkowo natrafia na Jibril, co prowadzi do brutalnej walki. Shuvi zostaje śmiertelnie ranna, jednak udaje jej się wykonać ostatni etap planu – ponownie łączy się ze zbiorową świadomością Ex-Machin i wykorzystuje ich do wsparcia Riku. W swoich ostatnich chwilach chroni jego obrączkę ślubną, zanim Jibril ostatecznie niszczy resztę jej ciała.
Zdruzgotany śmiercią Shuvi, Riku zmusza się do dokończenia planu. Siły pozostałych ras oraz Stare Deusy gromadzą się i staczają ostatnią, wyniszczającą bitwę. Ostatecznie energia ich broni przebija jądro planety, a przed Riku pojawia się Suniaster. Jednak gdy próbuje go dosięgnąć, jego ramię zaczyna się rozpadać – artefakt go odrzucił. W akcie desperacji Riku głośno modli się do Boga Gier, z którym grał jako dziecko, błagając go, by przejął Suniaster i zakończył wojnę w jego imieniu. Tet, który narodził się z wyobraźni Riku, spełnia jego życzenie. Po śmierci Riku przejmuje Suniaster i wykorzystuje go, by stać się Jedynym Prawdziwym Bogiem. Następnie tworzy nowy świat, w którym konflikty rozwiązywane są poprzez gry, a nie przemoc i wojny.
Wracając do teraźniejszości, Izuna dostrzega uderzające podobieństwa między historią Shuvi i Riku a Shiro i Sorą, co sugeruje, że ta dwójka jest ich reinkarnacją. Dodatkowo Stephanie, bezpośrednia potomkini Corounne, posiada naszyjnik, który niegdyś do niej należał. Na jego powierzchni widnieją imiona Riku i Shuvi, które sami w nim wyryli. Wspólnie spoglądają w przyszłość, gotowi rozpocząć kolejną rozgrywkę.

## Obsada
| Postać                         | Seiyū               |
| ------------------------------ | ------------------- |
| Riku / Sora                    | Yoshitsugu Matsuoka |
| Shuvi / Shiro                  | Ai Kayano           |
| Corounne Dola / Stephanie Dola | Yōko Hikasa         |
| Jibril                         | Yukari Tamura       |
| Nonna Zell / Kurami Zell       | Yuka Iguchi         |
| Think Nirvalen                 | Mamiko Noto         |
| Izuna Hatsuse                  | Miyuki Sawashiro    |
| Tet                            | Rie Kugimiya        |

## Produkcja
Film został zapowiedziany 17 lipca 2016 podczas wydarzenia MF Bunko J Summer School Festival, a jego tytuł, No Game No Life: Zero, ujawniono 3 marca 2017. Produkcją zajęli się głównie członkowie zespołu odpowiedzialnego za wcześniejszy serial anime. Reżyserię powierzono Atsuko Ishizuce, scenariusz napisał Jukki Hanada, a animację wykonało studio Madhouse. Projekty postaci stworzył Satoshi Tasaki, muzykę skomponował Yoshiaki Fujisawa, a za produkcję odpowiada Kadokawa. Motyw przewodni filmu, „There is a Reason”, wykonała Konomi Suzuki, która wcześniej zaśpiewała także motyw otwierający serial anime.

## Wydanie
Film miał premierę w Japonii 15 lipca 2017. Początkowo był wyświetlany w 61 kinach, jednak z czasem liczba ta wzrosła do 178. Od 9 września 2017 w 48 kinach w całej Japonii pokazywała była także wersja 4DX. Wydanie filmu na DVD i Blu-ray w Japonii ukazało się 23 lutego 2018.